# Bukovac (Gradiška)
Bukovac (en cirílico: Буковац) es una aldea de la municipalidad de Gradiška, Republika Srpska, Bosnia y Herzegovina.
Integrado administrativamente a Čatrnja.

## Población
| Composición de la Población - Aldea de Laminci Jaružani | Composición de la Población - Aldea de Laminci Jaružani | Composición de la Población - Aldea de Laminci Jaružani | Composición de la Población - Aldea de Laminci Jaružani | Composición de la Población - Aldea de Laminci Jaružani |
| ------------------------------------------------------- | ------------------------------------------------------- | ------------------------------------------------------- | ------------------------------------------------------- | ------------------------------------------------------- |
|                                                         | 2013                                                    | 1991                                                    | 1981                                                    | 1971                                                    |
| Total                                                   | 382                                                     | 349 (100,0%)                                            | 272 (100,0%)                                            | 247 (100,0%)                                            |
| Varones                                                 | 199                                                     | -                                                       | -                                                       | -                                                       |
| Mujeres                                                 | 183                                                     | -                                                       | -                                                       | -                                                       |
| Bosniacos                                               | 18                                                      | 30 (8,6%)                                               | 5 (1,84%)                                               | -                                                       |
| Serbios                                                 | 327                                                     | 199 (57,02%)                                            | 64 (23,53%)                                             | 145 (58,70%)                                            |
| Croatas                                                 | 14                                                      | 58 (16,62%)                                             | 65 (23,90%)                                             | 59 (23,89%)                                             |
| Gitanos                                                 | -                                                       | -                                                       | -                                                       | -                                                       |
| Eslovenos                                               | -                                                       | -                                                       | -                                                       | -                                                       |
| Musulmanes                                              | -                                                       | -                                                       | -                                                       | -                                                       |
| Montenegrinos                                           | -                                                       | -                                                       | -                                                       | -                                                       |
| Macedonios                                              | -                                                       | -                                                       | -                                                       |                                                         |
| Albaneses                                               | -                                                       | -                                                       | -                                                       | -                                                       |
| Ukranianos                                              | 16                                                      | -                                                       | -                                                       | -                                                       |
| Yugoslavos                                              | -                                                       | 33 (9,46%)                                              | 105 (38,60%)                                            | -                                                       |
| Otros                                                   | 4                                                       | 29 (8,3%)                                               | 33 (12,13%)                                             | 43 (17,41%)                                             |
| Sin declarar                                            | 3                                                       | -                                                       | -                                                       | -                                                       |
| Desconocidos                                            | -                                                       | -                                                       | -                                                       | -                                                       |